# Sulzkogel
Le Sulzkogel est une montagne qui s’élève à 3 016 m d’altitude dans les Alpes de Stubai, en Autriche.